# Glenn Medeiros
Glenn Alan Medeiros (Hawaï, 24 juni 1970) is een Amerikaans singer-songwriter. In Nederland en België is hij vooral bekend van de nummer 1-hit Nothing's Gonna Change My Love for You.

## Loopbaan
Glenn Medeiros is van Portugese afkomst, maar werd geboren op Hawaï. Op de middelbare school werden zijn talenten als zanger ontdekt door zijn muziekleraar. Aangemoedigd door deze leraar deed Medeiros in 1986 mee aan een talentenjacht met het nummer Nothing's Gonna Change My Love for You, een cover van het nummer van George Benson. Met dit nummer won hij de eerste prijs: 500 dollar en de mogelijkheid het nummer professioneel op te nemen.
Het nummer werd al snel een grote hit op Hawaï. Toen een dj van het Amerikaanse vasteland de single opmerkte werd het nummer ook een hit in de Verenigde Staten. Langzaam veroverde het de rest van de wereld en in het voorjaar van 1988 werd het een hit in Nederland en België.
De daaropvolgende jaren scoorde Medeiros nog enkele hits, waaronder de nummer 1-hit in de Billboard 100 She Ain't Worth It met Bobby Brown in de zomer van 1990. In de tweede helft van de jaren 90 ging hij geschiedenis studeren aan de universiteit van Hawaï.
In 1996 trouwde Medeiros met Tammy. Ze hebben twee kinderen. Anno 2004 werkt Medeiros als leraar op Hawaï en treedt hij wekelijks op in het Hale Koa Hotel in Waikiki.

## Discografie

### Albums
| Album met eventuele hitnotering(en) in de Nederlandse Album Top 100 | Datum van verschijnen | Datum van binnenkomst | Hoogste positie | Aantal weken | Opmerkingen                  |
| ------------------------------------------------------------------- | --------------------- | --------------------- | --------------- | ------------ | ---------------------------- |
| Glenn Medeiros                                                      | 1987                  | 11-06-1988            | 23              | 19           |                              |
| Not me                                                              | 1988                  | 15-10-1988            | 23              | 9            |                              |
| Glenn Medeiros                                                      | 1990                  | -                     |                 |              | Ook bekend als het Red Album |
| It's alright to love                                                | 1993                  | -                     |                 |              |                              |
| The Glenn Medeiros Christmas album                                  | 1993                  | -                     |                 |              |                              |
| Sweet Island Music                                                  | 1995                  | -                     |                 |              |                              |
| Captured                                                            | 1999                  | -                     |                 |              |                              |
| Me                                                                  | 2003                  | -                     |                 |              |                              |
| With Aloha                                                          | 2005                  | -                     |                 |              |                              |

### Singles
| Single met eventuele hitnotering(en) in de Nederlandse Top 40 | Datum van verschijnen | Datum van binnenkomst | Hoogste positie | Aantal weken | Opmerkingen                                   |
| ------------------------------------------------------------- | --------------------- | --------------------- | --------------- | ------------ | --------------------------------------------- |
| Nothing's gonna change my love for you                        | 1987                  | 30-04-1988            | 1(6wk)          | 15           | Nr. 1 in de Single Top 100                    |
| Long and lasting love (Once in a lifetime)                    | 1988                  | 03-09-1988            | 10              | 9            | Nr. 14 in de Single Top 100 / Alarmschijf     |
| Love always finds a reason                                    | 1989                  | 18-02-1989            | 14              | 6            | met Ria / Nr. 12 in de Single Top 100         |
| She ain't worth it                                            | 1990                  | 07-07-1990            | 12              | 8            | met Bobby Brown / Nr. 12 in de Single Top 100 |

| Single met hitnotering(en) in de Vlaamse Ultratop 50 | Datum van verschijnen | Datum van binnenkomst | Hoogste positie | Aantal weken | Opmerkingen                                     |
| ---------------------------------------------------- | --------------------- | --------------------- | --------------- | ------------ | ----------------------------------------------- |
| Nothing's gonna change my love for you               | 1987                  | 12-12-1987            | 2               | 14           | Nr. 1 in de Radio 2 Top 30                      |
| Un roman d'amitié / Friend you give me a reason      | 1988                  | 23-07-1988            | 9               | 8            | met Elsa / Nr. 9 in de Radio 2 Top 30           |
| Long and lasting love (Once in a lifetime)           | 1988                  | 17-09-1988            | 4               | 11           | Nr. 2 in de Radio 2 Top 30                      |
| Never get enough of you                              | 1988                  | 17-12-1988            | 35              | 2            | Nr. 27 in de Radio 2 Top 30                     |
| Love always finds a reason                           | 1989                  | 18-02-1989            | 31              | 2            | met Ria Brieffies / Nr. 26 in de Radio 2 Top 30 |
| She ain't worth it                                   | 1990                  | 14-07-1990            | 21              | 9            | met Bobby Brown / Nr. 13 in de Radio 2 Top 30   |

### NPO Radio 2 Top 2000
| Nummer met noteringen in de NPO Radio 2 Top 2000 | '99  | '00  |
| ------------------------------------------------ | ---- | ---- |
| Nothing's Gonna Change My Love for You           | 1654 | 1622 |

1. ↑  Een vetgedrukt getal geeft de hoogste notering aan.
2. ↑  Deze tabel is bijgewerkt tot en met de laatste editie (2024).

- Bibliothèque nationale de France: cb138973548 (data)
- Gemeinsame Normdatei: 134569547
- International Standard Name Identifier: 0000 0001 1447 9268
- Library of Congress Control Number: n91086940
- MusicBrainz: a203c2a4-682c-4d72-bc4e-4c61a4250245
- Nationale Bibliotheek van Tsjechië: xx0083460
- Nederlandse Thesaurus van Auteursnamen: 074320750
- SNAC: w63j3ztr
- Système universitaire de documentation: 086913484
- Virtual International Authority File: 74038275
- WorldCat: E39PBJrCdMPPTBqGTKDWDwvrbd